# Kiara (nhân vật giải trí người Venezuela)
Gloria Sabrina Gómez Delgado (sinh ngày 14 tháng 5 năm 1963) là một ca sĩ, diễn viên, luật sư và người dẫn chương trình truyền hình người Venezuela được biết đến với nghệ danh Kiara.

## Cuộc đời và sự nghiệp
Kiara được sinh ra ở Barquisimeto, Venezuela. Cô bước những bước chân đầu tiên vào thế giới giải trí khi tham gia dàn hợp xướng của trường học, nhưng vì giọng hát mạnh mẽ quá mức, các thành viên còn lại không cảm thấy cô hòa quyện tốt và không được phép ở lại trong đoàn nhạc của họ. Tuy nhiên, tình yêu của Kiara dành cho âm nhạc vẫn là một phần trong cuộc sống của cô và Kiara thường xuyên hát cho bạn bè, được hỗ trợ bằng một cây đàn guitar. Sau khi tốt nghiệp trường luật của UCAB ở Caracas, cô quyết định theo đuổi sự nghiệp ca nhạc.
Một ngày nọ, một người bạn đã nói chuyện với Kiara để thu băng thử nghiệm và gửi nó đến hai hãng thu âm lớn nhất ở Venezuela. Cô đã làm và nhanh chóng ký hợp đồng với SonoRodven và kết hợp với nhà sản xuất nổi tiếng Rudy La Scala để thu âm album đầu tay vào năm 1987. Cô lấy nghệ danh của mình từ một Công chúa bản địa (bản địa) người Venezuela đến từ bang Yaracuy.
Trong hơn 20 năm, Kiara đã thu âm sáu album phòng thu thành công khám phá các thể loại khác nhau như pop Latin, rock, ballad và thậm chí là boleros. Kiara cũng đã biểu diễn trong một số sự kiện âm nhạc quan trọng nhất ở Mỹ Latinh, bao gồm Liên hoan bài hát quốc tế Viña del Mar.
Bên cạnh sự nghiệp ca hát, Kiara đã tham gia một số bộ phim truyền hình ở nhiều nước Mỹ Latinh, tổ chức các chương trình truyền hình khác nhau và thậm chí huấn luyện các thí sinh trong các cuộc thi ca hát trên truyền hình.